# Ajustes al balance
Los ajustes para el balance son asientos que se realizan con frecuencia porque, generalmente, no coinciden los saldos contables (balance de comprobación de sumas y saldos o libro mayor) con los saldos reales (inventario general).
El inventario general es el recuento y valuación de todos los bienes, derechos y obligaciones, que tiene una empresa o sociedad a una fecha determinada. Los datos para su confección se obtienen sobre la base de  la realidad y no de los registros contables. Es obligatorio registrar el inventario general anual dentro de los tres primeros meses de cada año.
Las clases de ajustes que existen son:
1. Arqueo de fondos y valores
2. Inventario de mercaderías
3. Depuración de deudores
4. Amortización de bienes de uso
5. Gastos pendientes de pago
6. Gastos pagados por adelantados
7. Ingresos pendientes de cobro
8. Ingresos cobrados por adelantado
9. Omisión de gastos bancarios
10. Documentos protestados o en gestión judicial

- Arqueo de caja: Es el recuento de dinero cheques y giros a nuestro favor existentes en caja.

El arqueo de la cuenta Caja puede indicar una diferencia mayor o menor que el saldo contable.
Si el saldo contable es superior al de la realidad, se debe disminuir el saldo de la cuenta Caja de la siguiente manera:
Faltante de caja (Resultado negativo, en la columna del debe)
A Caja(-Activo, en el haber)
Si la situación se da al revés,(el saldo contable es inferior al de la realidad) debe aumentarse el saldo de Caja de la siguiente manera:
Caja +)
a Sobrante de caja(Resultado positivo)
- Inventario de mercaderías: Es el recuento y valuación de las mercaderías a la fecha de cierre del balance. El inventario de mercaderías no siempre coincide con los saldos contables, esto puede deberse a la existencia de roturas, extravíos, etc. que no fueron contabilizados o por diferencia en valuación de las mismas.

Si la cantidad de mercaderías según la contabilidad es mayor a la cantidad que presenta la realidad, se debe disminuir el saldo de la cuenta Mercaderías la siguiente manera;

Faltante de inventario (Resultado negativo)
a Mercaderías (- Activo)

En cambio, si la cantidad de mercaderías en la realidad es mayor al saldo contable, se debe aumentar el saldo de la cuenta Mercaderías de la siguiente manera:
Mercaderías(+Activo
a Sobrante de mercaderías(Resultado positivo)
- Registro y cálculo del costo de mercaderías vendidas (CMV): Si durante el ejercicio económico no se contabilizó la salida de mercaderías (no se registró el costo en el momento de la venta) se deberá efectuar subsiguientemente el asiento de ajuste.
- Depuración de deudores: Es la tarea de analizar los saldos individuales de cada deudor con el motivo de dejar en la cuenta Deudores por Ventas solo aquellos que pagan regularmente y sacar de ella a los clientes que no están en esa situación.
  - De este análisis podemos sacar 4 tipos de deudores:

1. Deudores por ventas: Corresponde a deudores que no saldaron sus deudas, pero están a tiempo de pagarlas.
2. Deudores morosos: Corresponde a aquellos que están atrasados en el pago pero se cree que van a pagar.
3. Deudores en juicio o en gestión judicial: Corresponde a los que se le ha iniciado juicio para el cobro de sus deudas.
4. Deudores incobrables: Se considera así a quien por determinados motivos como su muerte o desaparición no pagarán la deuda y se dan por perdidos.

Todas las cuentas de deudores son parte del activo, a excepción de "Deudores incobrables", que al ser una pérdida se transforma en resultado negativo.

Los asientos para las cuentas de deudores serán:

Deudores morosos (+Activo)
a Deudores por Ventas (-Activo)

Deudores en gestión judicial (+ Activo)
a Deudores morosos (- Activo)

Deudores incobrables (Resultado negativo)
a Deudores en gestión judicial (- Activo)

La transformación de un deudor no tiene que seguir necesariamente ese orden(es decir, un deudor por venta puede pasar a ser deudor en gestión judicial sin transformarse en moroso previamente, o pasar a ser incobrable por su muerte, por desaparición o huida del país sin ser moroso o en gestión judicial)